# Federico Villagra
Federico Villagra (ur. 21 maja 1969) – argentyński kierowca rajdowy obecnie startujący w Rajdowych Mistrzostwach Świata.

## Kariera
W młodości ścigał się w motocrossie. W 1997 roku rozpoczął starty w rajdach samochodowych. W tym samym roku po raz pierwszy wystartował w Rajdzie Argentyny zaliczanym do klasyfikacji Rajdowych Mistrzostw Świata.
Po wielu latach sukcesów w rodzinnym kraju (m.in. mistrzostwa kraju w grupie N4 w latach 2001-2005), w 2005 roku wystartował po raz pierwszy w rajdzie WRC poza Argentyną. W 2006 i 2007 wygrał grupę N podczas Rajdu Argentyny. Sukces ten pozwolił mu na starty w półfabrycznym zespole Munchi's Ford World Rally Team od połowy sezonu 2007.

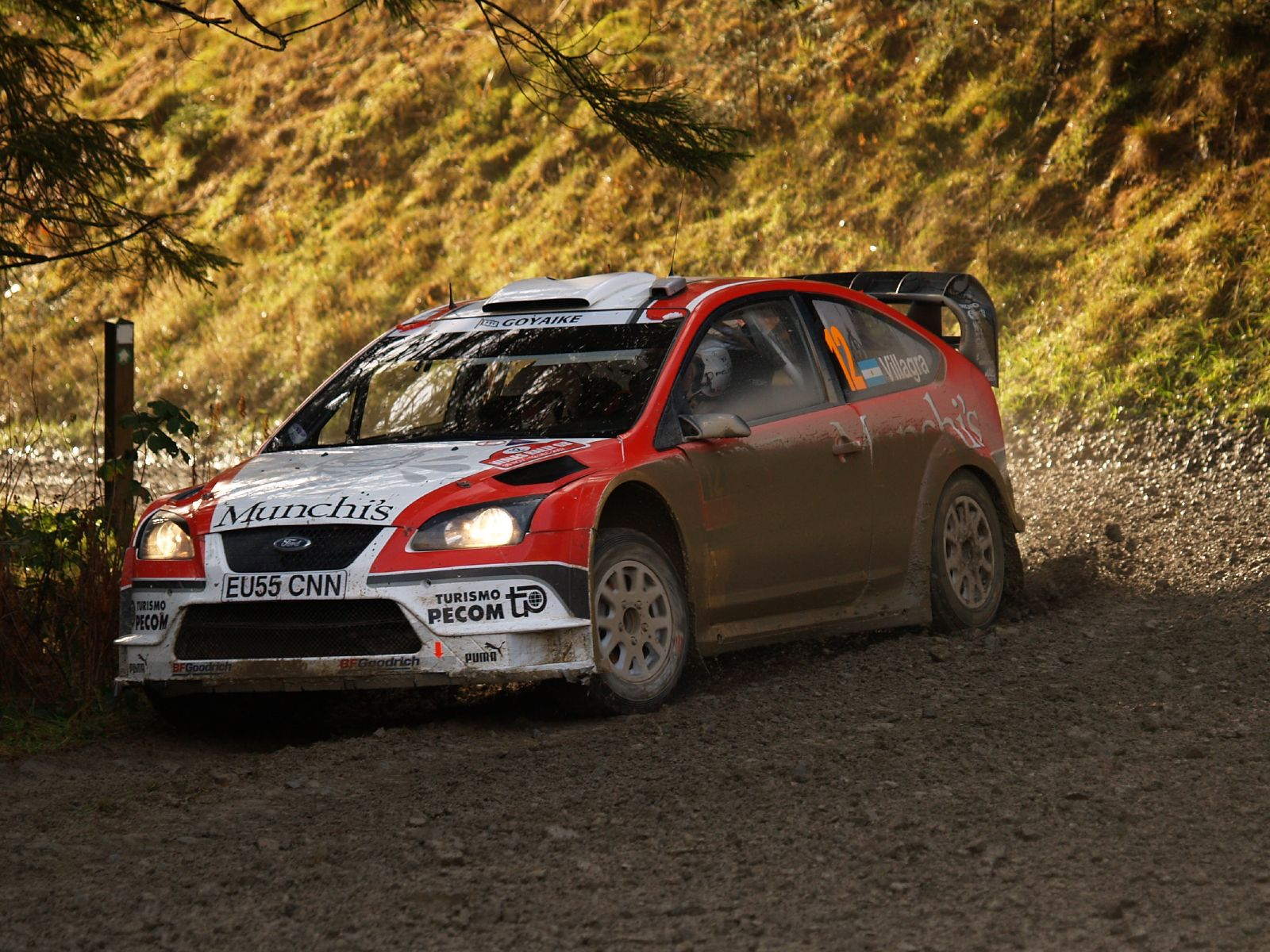
Podczas Rajdu Wielkiej Brytanii w 2007 roku

W sezonie 2007 zdobył swoje pierwsze punkty w mistrzostwach świata zajmując 7. miejsce w Rajdzie Japonii. Rok później poprawił ten wynik zajmując 6. miejsce w Argentynie. W sezonie 2009 natomiast, w Argentynie i w Grecji zajmował 4. miejsca, co jest jego najlepszym wynikiem w Rajdowych Mistrzostwach Świata.

## Starty w rajdach WRC
brak roku 1997
| Sezon | Zespół                                        | Samochód                                             | 1        | 2        | 3          | 4             | 5          | 6       | 7        | 8             | 9             | 10            | 11      | 12              | 13              | 14              | 15              | 16              | Punkty | Miejsce |
| ----- | --------------------------------------------- | ---------------------------------------------------- | -------- | -------- | ---------- | ------------- | ---------- | ------- | -------- | ------------- | ------------- | ------------- | ------- | --------------- | --------------- | --------------- | --------------- | --------------- | ------ | ------- |
| 1998  | Federico Villagra                             | Peugeot 405 MI16                                     | Monako   | Szwecja  | Kenia      | Portugalia    | Hiszpania  | Francja | 22       | Grecja        | Nowa Zelandia | Finlandia     | Włochy  | Australia       | Wielka Brytania |                 |                 |                 | 0      | -       |
| 2000  | Federico Villagra                             | Mitsubishi Lancer Evo VI                             | Monako   | Szwecja  | Kenia      | Portugalia    | Hiszpania  | 22      | Grecja   | Nowa Zelandia | Finlandia     | Cypr          | Francja | Włochy          | Australia       | Wielka Brytania |                 |                 | 0      | -       |
| 2001  | Federico Villagra                             | Mitsubishi Lancer Evo VI                             | Monako   | Szwecja  | Portugalia | Hiszpania     | 15         | Cypr    | Grecja   | Kenia         | Finlandia     | Nowa Zelandia | Włochy  | Francja         | Australia       | Wielka Brytania |                 |                 | 0      | -       |
| 2002  | Federico Villagra                             | Mitsubishi Lancer Evo VI                             | Monako   | Szwecja  | Francja    | Hiszpania     | Cypr       | 13      | Grecja   | Kenia         | Finlandia     | Niemcy        | Włochy  | Nowa Zelandia   | Australia       | Wielka Brytania |                 |                 | 0      | -       |
| 2003  | Federico Villagra                             | Mitsubishi Lancer Evo VI                             | Monako   | Szwecja  | Turcja     | Nowa Zelandia | 15         | Grecja  | Cypr     | Niemcy        | Finlandia     | Australia     | Włochy  | Francja         | Hiszpania       | Wielka Brytania |                 |                 | 0      | -       |
| 2004  | Federico Villagra                             | Mitsubishi Lancer Evo VIII                           | Monako   | Szwecja  | Meksyk     | Nowa Zelandia | Cypr       | Grecja  | Turcja   | NU            | Finlandia     | Niemcy        | Japonia | Wielka Brytania | Włochy          | Francja         | Hiszpania       | Australia       | 0      | -       |
| 2005  | Federico Villagra                             | Mitsubishi Lancer Evo VII Mitsubishi Lancer Evo VIII | Monako   | Szwecja  | Meksyk     | 19            | Włochy     | 27      | 27       | Grecja        | DK            | Finlandia     | Niemcy  | Wielka Brytania | NU              | Francja         | Hiszpania       | 16              | 0      | -       |
| 2006  | VRS Rally Team                                | Mitsubishi Lancer Evo VIII                           | Monako   | Szwecja  | Meksyk     | Hiszpania     | Francja    | 12      | Włochy   | Grecja        | Niemcy        | Finlandia     | Japonia | Cypr            | Turcja          | Australia       | Nowa Zelandia   | Wielka Brytania | 0      | -       |
| 2007  | VRS Rally Team Munchi's Ford World Rally Team | Mitsubishi Lancer Evo IX Ford Focus RS WRC           | Monako   | Szwecja  | Norwegia   | Meksyk        | Portugalia | 9       | 11       | 32            | 14            | Niemcy        | 11      | 13              | Francja         | 7               | Irlandia        | 18              | 2      | 20.     |
| 2008  | Munchi's Ford World Rally Team                | Ford Focus RS WRC                                    | Monako   | Szwecja  | 7          | 6             | 6          | 14      | 13       | 9             | NU            | Niemcy        | 8       | 12              | Francja         | 9               | Wielka Brytania |                 | 9      | 14.     |
| 2009  | Munchi's Ford World Rally Team                | Ford Focus RS WRC                                    | Irlandia | Norwegia | 7          | 7             | 4          | NU      | 4        | Polska        | 11            | 8             | 8       | Wielka Brytania |                 |                 |                 |                 | 16     | 9.      |
| 2010  | Munchi's Ford World Rally Team                | Ford Focus RS WRC                                    | Szwecja  | 7        | 7          | 6             | 9          | 8       | Bułgaria | Finlandia     | Niemcy        | 8             | 7       | 15              | Wielka Brytania |                 |                 |                 | 36     | 9.      |
| 2011  | Munchi's Ford World Rally Team                | Ford Fiesta RS WRC                                   | Szwecja  | 9        | 8          | 7             | 17         | 6       | Grecja   | Finlandia     | Niemcy        | Australia     | Francja | 16              | Wielka Brytania |                 |                 |                 | 20     | 13.     |